# Żadan i Psy

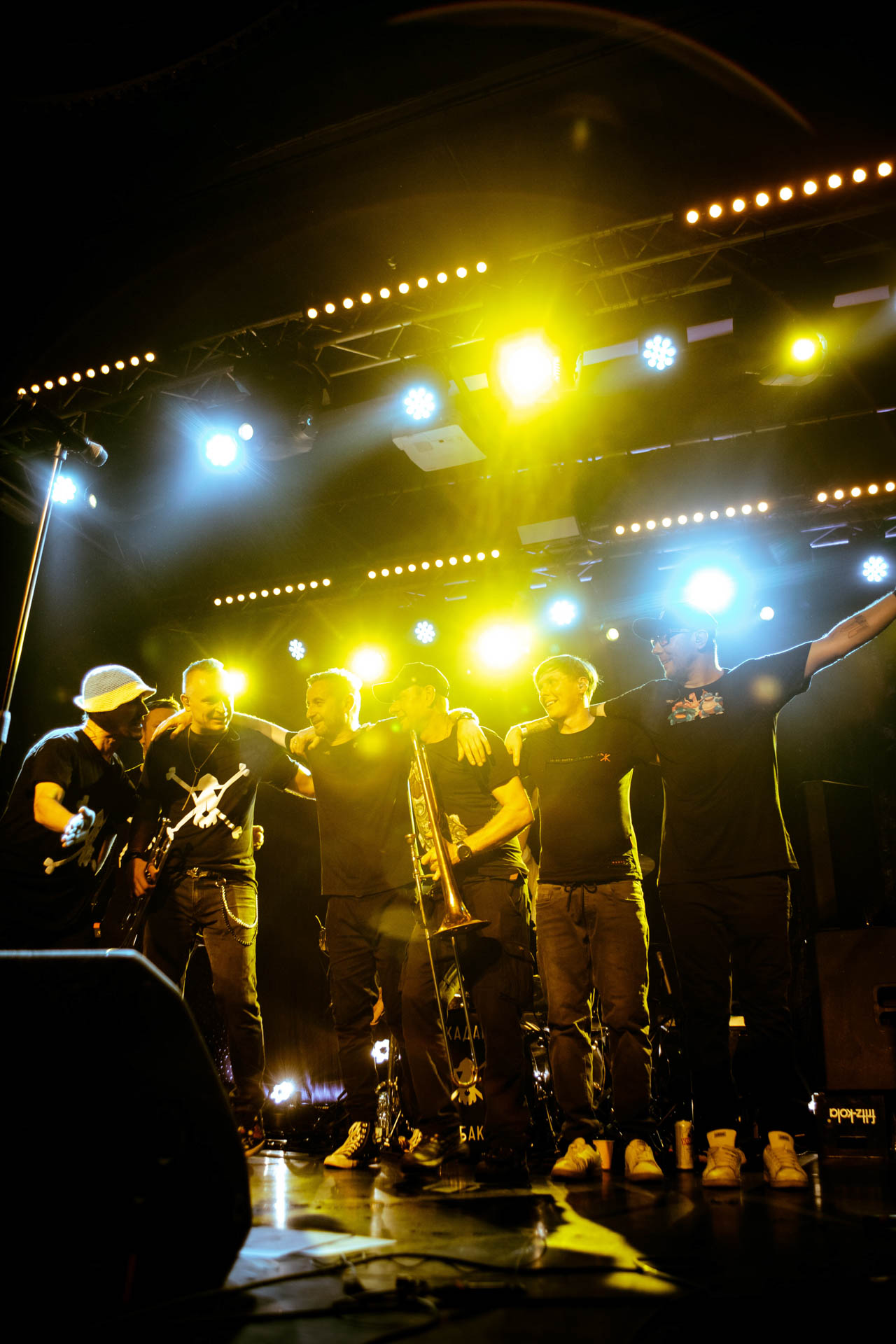
Zhadan and The Dogs band 2022 Poland

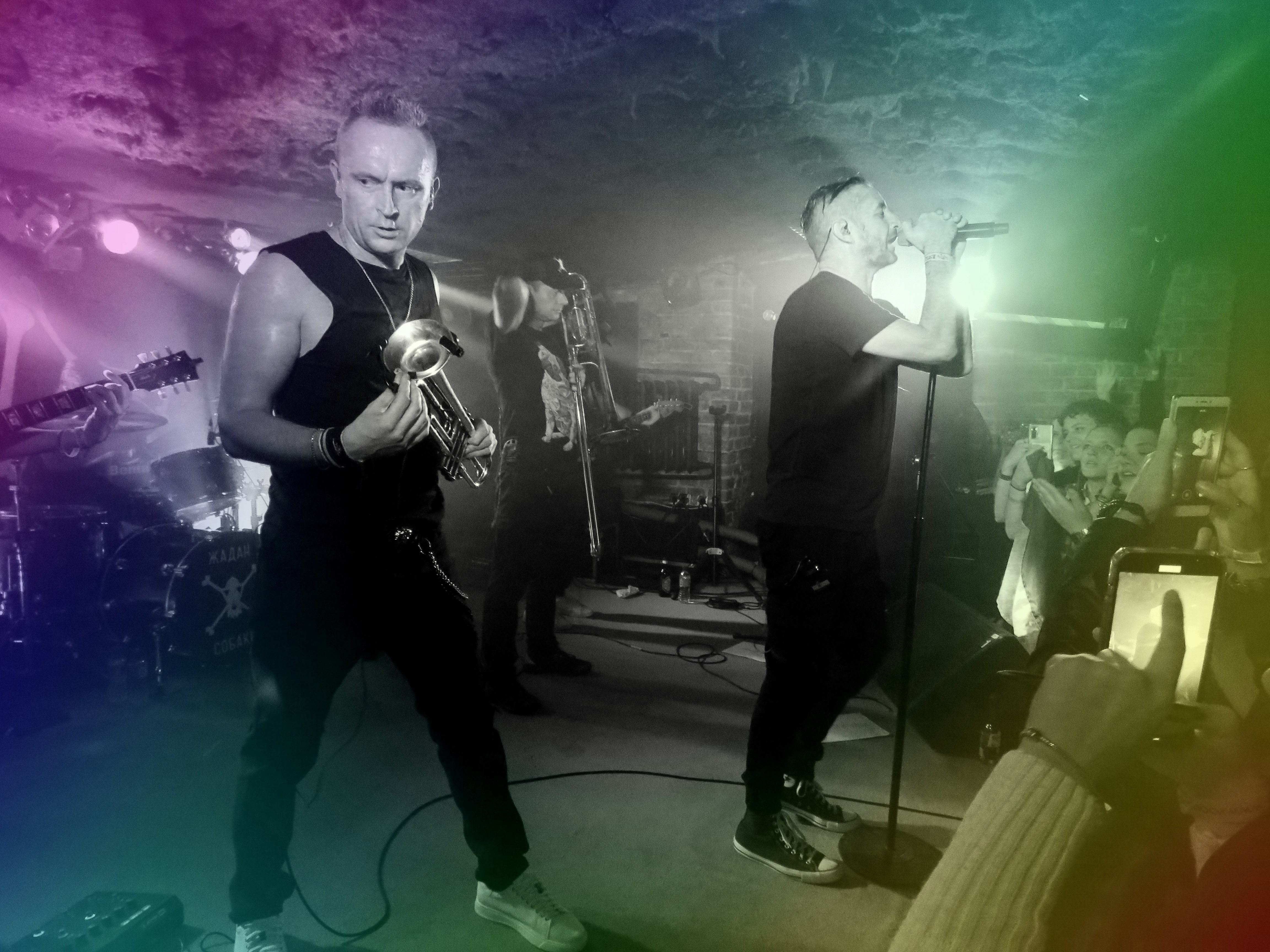
"Żadan i Psy" – koncert w Warszawie, 14 września 2022

Żadan i Psy (ukr. "Жадан і Собаки" – "Żadan i Sobaky", ang. "Zhadan and The Dogs") – ukraińska grupa rockowa, wykonująca muzykę ska, powstała w Charkowie w 2000 jako "Собаки в космосі" ("Sobaky w Kosmosi" – "Psy w kosmosie"). Od 2008 głównym wokalistą grupy jest ukraiński prozaik i poeta Serhij Żadan.
Zespół koncertuje na terenie Ukrainy i w krajach sąsiednich (m.in. w Polsce, Niemczech, Czechach i Austrii),,.
W kwietniu 2022, w drugim miesiącu wojny rosyjsko-ukraińskiej grupa "Żadan i Psy" wystąpiła dla dzieci ukraińskich na peronie metra w Charkowie.
Zespół występował kilkukrotnie w Polsce. W sierpniu i wrześniu 2022 odbyła się trasa koncertowa, obejmująca m.in. koncerty we Wrocławiu, Poznaniu, Gdańsku, Warszawie i Krakowie,

## Aktualni członkowie zespołu
- Serhij Żadan (Сергій Жадан) – główny wokalista
- Jewhen Turczynow (Євген Турчинов) – wokalista, gitara
- Andrij Piwowarow (Андрій Пивоваров) – wokalista, bas
- Ołeksandr Merenczuk (Олександр Меренчук) – puzon
- Witalij Broniszewskij (Віталій Бронішевський) – perkusja
- Artiom Dmitriczenkow (Артем Дмитриченков) – trąbka
- Serhij Kułajenko (Сергій Кулаєнко) – instrumenty klawiszowe

## Dyskografia
Źródło:,,
- Вафли (Wafli – Gofry, 2002);
- Группа ищет Продюсера (Gruppa ishet producera – Grupa szuka producenta, 2008);
- LASTы (Lasty – Ostatnie, 2019)[11].

### wspólnie z Serhijem Żadanem

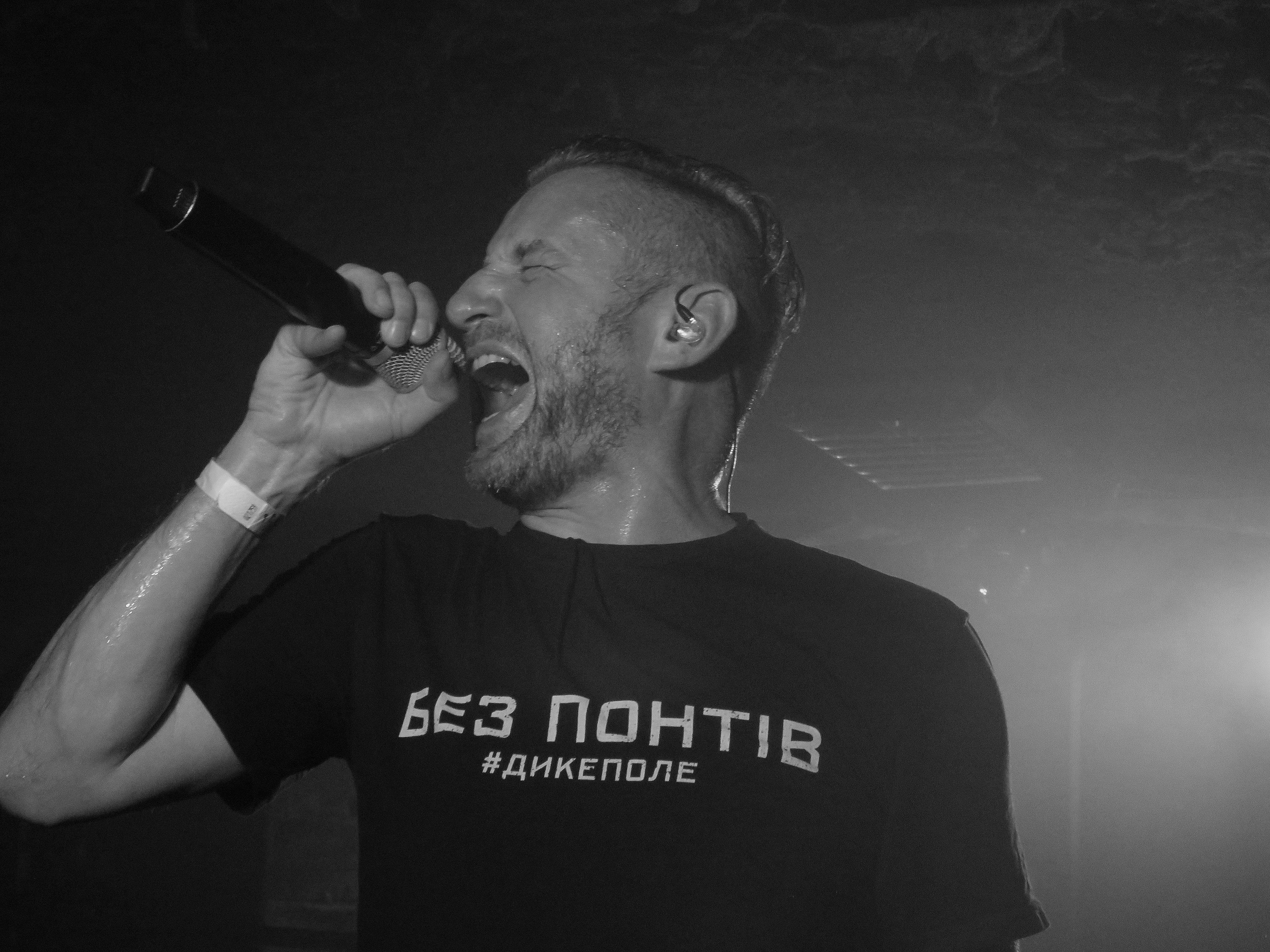
Serhij Żadan w czasie koncertu grupy "Żadan i Psy" w Warszawie, 14 września 2022

- Спортивний клуб армії (Sportywnyj kłub armiji – Wojskowy klub sportowy, 2008);
- Зброя пролетаріату (Zbroja prołetariatu – Broń proletariatu, 2012);
- Бийся за неї (Byjsia za neji – Walcz za nią, 2014);
- Пси (Psi – Psy, 2016)[12];
- Мадонна (Madonna, 2019).